# Jeûne genevois
O Jeûne genevois, que se poderá traduzir literalmente por "Jejum genebrino", é um dia feriado no cantão de Genebra, Suíça, na quinta-feira seguinte ao primeiro domingo de Setembro. Os outros cantões suíços festejam o Jeûne fédéral no terceiro domingo desse mês.
Esta festa móvel vem desde o século XV, pois que a Dieta, a assembleia dos deputados, preocupava-se em organizar dias de penitência e de acções de graça .

## Origens
A origem do Jeûne genevois viria do primeiro "jejum" conhecido em Genebra 
no princípio do mês de ... Outubro de 1567, durante uma repressão contra os protestantes huguenotes de Lyon, e isso três anos depois da morte de João Calvino que habitava Genebra. O massacre de São Bartolomeu (24 de agosto de 1572) incita assim a população genebrina a jejuar por solidariedade .

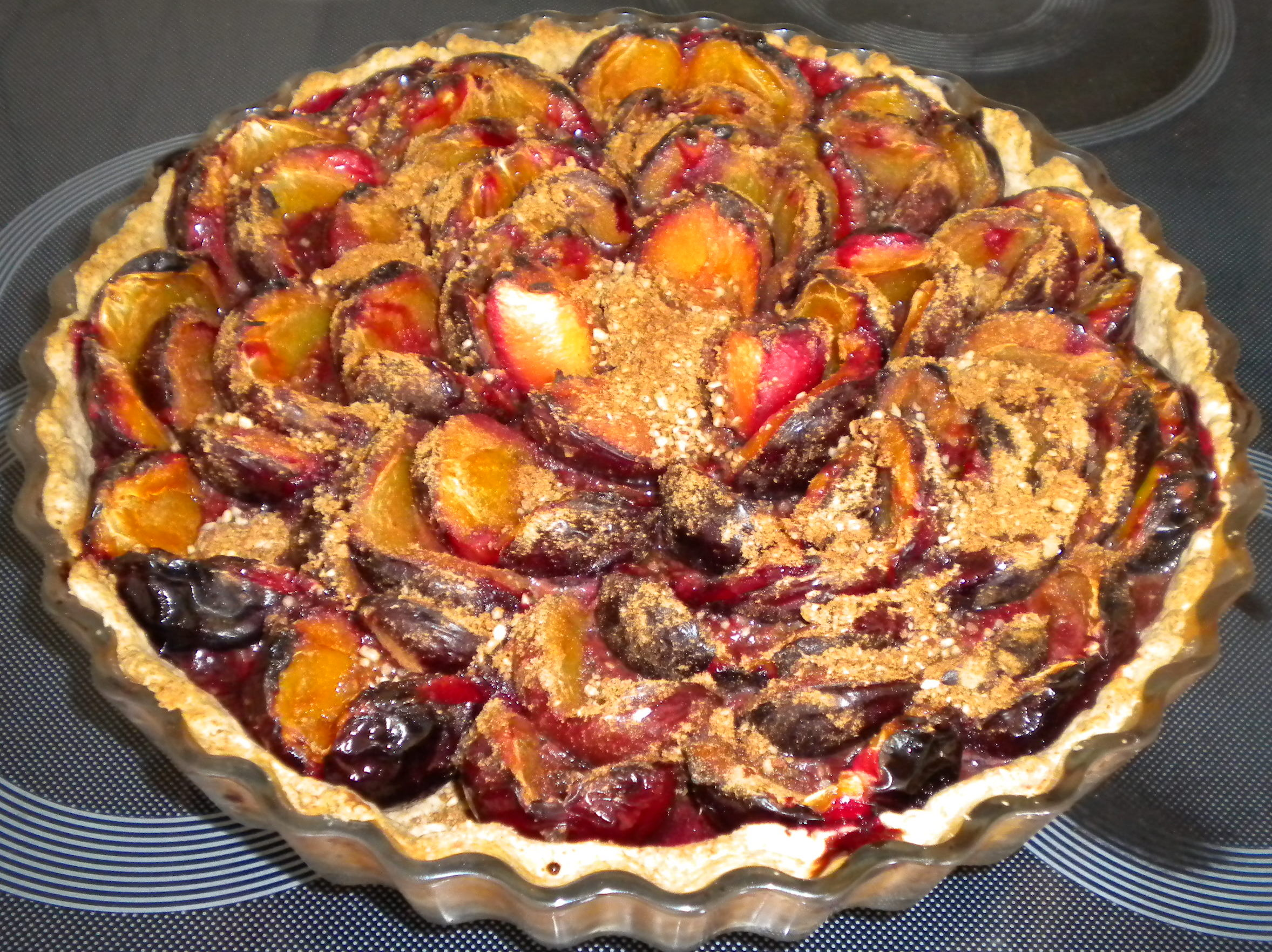
A Tarte aux pruneaux

Desde 1640, o jejum é reconhecido como um acto moral e religioso e torna-se anual sobre a iniciativa dos cantões reformados. Trata-se de um acto de humildade e de solidariedade em relação aos mais pobres. Tradicionalmente em Genebra a única refeição desse dia de jejum era, e é, uma tarte de ameixa atendendo a que Genebra sempre foi uma região muito agrícola . 